# 佐々木真奈美 (アナウンサー)
佐々木 真奈美（ささき まなみ、1987年6月5日 - ）は、ジョイスタッフ所属のフリーアナウンサー。日経CNBCキャスター。元YTS山形テレビのアナウンサー兼記者。

## 略歴
北海道出身。北海道札幌東高等学校、早稲田大学第一文学部卒業。在学中はアナウンス研究会に所属。2010年春、山形テレビにアナウンサーとして入社。同期入社は飯塚智紀。2013年9月、公式HP内のブログにて、退社を報告。同年10月からキャスト・プラス所属となり、TBSニュースバード（現・TBS NEWS）のキャスターに就任。2016年5月末をもってTBSニュースバードを降板、キャスト・プラスを離れる。その後自身のSNSサイトにおいて、渡米することを示唆している。
その後、アメリカのノースカロライナ大学チャペルヒル校で客員研究員としてジャーナリズムを学んだのち、現地ニューヨークでロイター通信のキャスターとして活動。TBS『ビジネスクリック』や、フジテレビ『めざましテレビ』、文化放送『斉藤一美ニュースワイドSAKIDORI!』などでリポーターをしていた。帰国後の2021年4月から、日経CNBCの経済キャスターとして活躍している。

## フリー転向後の担当番組
- TBSニュースバード（2013年10月 - 2016年5月）
- わっち!!（青森テレビ）（2015年4月 - 遅くとも2016年6月）※東京からの中継で不定期出演。
- ビジネスクリック（TBS）（2017年-）
- めざましテレビ（フジテレビ）(2018年）
- 斉藤一美ニュースワイドSAKIDORI!（文化放送）
- 情報番組 マチコミ（テレビ埼玉） - Big-Aインフォメーション（2020年6月3日 - 10月7日）※加納有沙が産休のため代理出演。
- ニュース545（テレビ埼玉） - 取材・リポート（2023年10月4日[6][7]・10月11日[8]・10月17日[9]・10月25日[10]）

## YTS時代の担当番組
- 朝だ!生です旅サラダ（山形担当レポーター）
- 全国おもしろニュースグランプリ2010
- 西村京太郎トラベルミステリー58（レポーター役）
- スーパーJチャンネルYTSゴジダス （16:55 - 19:00）
- やまがたCity情報（山形市政紹介番組）
- YTSニュース
- 高校野球ベンチリポーター